# Ageratinastrum
Ageratinastrum – rodzaj roślin z rodziny astrowatych (Asteraceae). Obejmuje pięć gatunków występujących w tropikalnej Afryce. 

## Systematyka
Pozycja według APweb (aktualizowany system APG IV z 2016)
Rodzaj z rodziny astrowatych (Asteraceae). W obrębie rodziny reprezentuje podplemię Erlangeinae i plemię Vernonieae z podrodziny Vernonioideae.
Wykaz gatunków
- Ageratinastrum goetzeanum (O.Hoffm.) Mattf.
- Ageratinastrum katangense Lisowski
- Ageratinastrum lejolyanum (Adamska & Lisowski) Kalanda
- Ageratinastrum palustre Wild & G.V.Pope
- Ageratinastrum polyphyllum (Baker) Mattf.